# Rocks (음반)
| 전문가 평가                      | 전문가 평가 |
| 평가 점수                        | 평가 점수   |
| 출처                             | 점수        |
| -------------------------------- | ----------- |
| AllMusic                         | [ 3 ]       |
| Blender                          | [ 4 ]       |
| Collector's Guide to Heavy Metal | 10/10       |
| The Rolling Stone Album Guide    | [ 6 ]       |
| Uncut                            | [ 7 ]       |
| The Village Voice                | A−          |

《Rocks》는 1976년 5월 3일에 발매된 미국의 하드 록 밴드 에어로스미스의 네 번째 스튜디오 음반이다. 올뮤직은 《Rocks》를 "가장 날고 흔드는 에어로스미스를 포착했다"고 묘사했다. 《Rocks》는 《롤링 스톤》이 선정한 역사상 가장 위대한 음반 500장 중 176위에 올랐다. 건즈 앤 로지스, 메탈리카, 너바나를 포함한 많은 하드 록과 헤비 메탈 밴드들에게 큰 영향을 끼쳤다. 이 음반은 상업적인 성공을 거두어, 빌보드 핫 100에서 3개의 싱글을 차트로 만들었고, 그 중 2개는 톱 40(〈Back in the Saddle〉과 〈Last Child〉)에 올랐다. 이 음반은 발매 당시 최초로 플래티넘을 출하한 음반 중 하나였으며, 그 이후 4배 플래티넘이 되었다. 에어로스미스의 공식 홈페이지에는 1976년 5월 3일 《Rocks》의 발매일이 기재되어 있지만, 미국 저작권 사무소는 이 음반을 1976년 5월 7일에 발매된 것으로 기재하고 있다. 이 음반은 실제로 저작권 날짜로부터 1주일 더 지연되었고 1976년 5월 14일에 발매되었으며, 1976년 5월 29일에 음원 차트에 진입하였다.

## 배경
이전에 에어로스미스는 3장의 음반 《Aerosmith》 (1973년), 《Get Your Wings》 (1974년), 그리고 톱 10 히트곡 〈Walk This Way〉와 인기곡 〈Sweet Emotion〉을 프로듀싱한 획기적인 음반 《Toys in the Attic》 (1975년)을 녹음했다. 비록 비평가들이 종종 비웃었지만, 그 밴드는 가차없는 투어와 그들의 잔인한 라이브 쇼에 이어 충성스런 팬 층을 쌓았다. 그들은 또한 마약에 대한 이미 상당한 욕구를 충족시키며 밑바닥까지 로큰롤 생활을 시작했다. 그러나 그들의 쾌락주의적 생활방식은 창조적으로 그들을 방해하는 것처럼 보이지 않았고, 《Rocks》는 많은 팬, 비평가, 동료 음악가들에 의해 그들의 경력의 하이라이트 중 하나로 여겨졌다. 기타리스트 조 페리는 나중에 "그때까지는 우리가 많은 약을 하고 있었다는 것은 의심의 여지가 없지만, 우리가 무엇을 하고 있었든 그것은 여전히 우리에게 효과가 있었다"고 회상했다.

## 곡 목록
| #  | 제목                   | 작사·작곡              | 재생 시간 |
| -- | ---------------------- | ---------------------- | --------- |
| 1. | 〈Back in the Saddle〉 | 스티븐 타일러, 조 페리 | 4:40      |
| 2. | 〈Last Child〉         | 타일러, 브래드 휫퍼드  | 3:26      |
| 3. | 〈Rats in the Cellar〉 | 타일러, 페리           | 4:05      |
| 4. | 〈Combination〉        | 페리                   | 3:39      |

| #  | 제목                   | 작사·작곡         | 재생 시간 |
| -- | ---------------------- | ----------------- | --------- |
| 1. | 〈Sick as a Dog〉      | 타일러, 톰 해밀턴 | 4:16      |
| 2. | 〈Nobody's Fault〉     | 타일러, 휫퍼드    | 4:21      |
| 3. | 〈Get the Lead Out〉   | 타일러, 페리      | 3:41      |
| 4. | 〈Lick and a Promise〉 | 타일러, 페리      | 3:05      |
| 5. | 〈Home Tonight〉       | 타일러            | 3:15      |

## 인증
| 국가                       | 인증        | 판매량/출하량 |
| -------------------------- | ----------- | ------------- |
| 오스트레일리아 (ARIA)      | 골드        | 35,000^       |
| 캐나다 (뮤직 캐나다)       | 플래티넘    | 100,000^      |
| 미국 (RIAA)                | 4× 플래티넘 | 4,000,000^    |
| ^출하량을 기반으로 한 인증 |             |               |